# Maria de la Paz av Spanien
Maria de la Paz av Spanien, född 23 juni 1862 i Madrid, död 4 december 1946 i München, var en spansk infantinna (prinsessa) och prinsessa av Bayern. Hon var dotter till Isabella II av Spanien och gift med Ludvig Ferdinand av Bayern. Hon skrev poesi och publicerade sina memoarer: Through Four Revolutions: 1862-1933.

## Barndom
Maria var officiellt dotter till Isabella II och dennas make Frans av Assisi. Hennes biologiske far bedöms dock ha varit Isabellas sekreterare Miguel Tenorio de Castilla. Maria tycks själv ha varit medveten om detta: år 1890 flyttade Castilla in hos Maria och levde med henne till sin död 1916, och hon accepterade också att bli hans officiella huvudarvinge. Maria uppfostrades sina första år i en flygel i kungapalatset i Madrid, och kunde på grund av hovetiketten sällan träffa sina föräldrar. År 1868 avsattes hennes mor och Maria följde med sin familj till Paris, där hon och hennes systrar utbildades i klosterskolan Sacré-Coeur. 1874 blev hennes bror Alfonso XII av Spanien kung, och 1877 återvände hon till Spanien.

## Äktenskap
Maria ansågs utseendemässigt likna sin mor Isabella mer än sina syskon, men personlighetsmässigt beskrivs hon som lugn, lätthanterlig och vänlig, romantisk och drömmande. Hon var mycket intresserad av konst och litteratur. 1880 föreslogs ett äktenskap mellan Maria och hennes kusin, Ludvig Ferdinand, av Ludvig Ferdinands mor Amalia av Spanien, och förslaget accepterades av Marias bror. Efter ett besök i Spanien avböjde Maria förslaget eftersom hon inte var attraherad av Ludvig Ferdinand. Han vidhöll dock förslaget, och sedan hon inte hade fått några fler förslag accepterade hon slutligen tre år senare. Vigseln ägde rum 5 april 1883. Hon fick efter vigseln behålla sin plats i spanska kungahuset och dess tronföljd. 
Efter ankomsten till Bayern bosatte sig paret på slottet Nymphenburg. Maken utförde en del uppdrag åt sin kusin Ludvig II av Bayern, men efter dennes död 1886 drog han sig tillbaka från både hovlivet och politiken, och familjen levde ett tillbakadraget privatliv. Maria deltog dock i en del välgörenhetsprojekt: hon utvidgade en asyl för barn, grundade en skola för spanska utbytesstudenter och stod från 1913 värd för de årliga konstutställningarna i Glaspalats. Paret umgicks också mycket med spanska konstnärer, och 1906 var de gäster på det spanska kungabröllopet i Madrid. 
Efter den tyska revolutionen 1919 tilläts familjen bo kvar på slottet. De levde företrädesvis på det underhåll Maria fick som medlem av spanska kungahuset, vilket dock upphörde 1931. Hon besökte då och då Spanien, och deltog i flera pacifistkonferenser. Efter att Hitler vände sig mot de tyska furstarna 1944 lästes hennes korrespondens av Gestapo. Vid krigsslutet 1945 rånades hon på juveler av amerikanska soldater. Hon dog efter ett fall i en trappa.